# 로코모티프 스타디움 (플로브디프)
로코모티프 스타디움(불가리아어: Стадион „Локомотив“, 영어: 'Lokomotiv Stadium'), nicknamed Lauta(불가리아어: Лаута)는 불가리아 플로브디프에 위치한 다목적 경기장이다. 현재 주로 축구 경기장으로 이용되며 PFC 로코모티프 플로브디프의 홈구장으로 사용된다. 수용 인원은 13,220명이다,